# Druivenkoers 1990
La Druivenkoers 1990, trentesima edizione della corsa, si svolse il 22 agosto 1990 su un percorso di 200 km, con partenza e arrivo a Overijse. Fu vinta dal belga Dirk De Wolf della PDM-Ultima-Concorde davanti al suo connazionale Rudy Dhaenens e all'olandese Frans Maassen.

## Ordine d'arrivo (Top 10)
| Pos. | Corridore           | Squadra             | Tempo    |
| ---- | ------------------- | ------------------- | -------- |
| 1    | Dirk De Wolf        | PDM-Ultima-Concorde | 4h41'00" |
| 2    | Rudy Dhaenens       | PDM-Ultima-Concorde |          |
| 3    | Frans Maassen       | Buckler             |          |
| 4    | Edwig Van Hooydonck | Buckler             |          |
| 5    | Jos van Aert        | PDM-Ultima-Concorde |          |
| 6    | Maarten Ducrot      | TVM-Yoko            |          |
| 7    | Tom Cordes          | Buckler             |          |
| 8    | Michel Dernies      | Weinmann-SMM Uster  |          |
| 9    | Noel Szostek        | SEFB-Saxon-Gan      |          |
| 10   | Markus Schleicher   | Stuttgart           |          |